# 마치카도게이키☆카멘조시↑
마치카도게이키☆카멘조시↑(街角景気☆仮面女子↑)는 일본의 4인조 여성 그룹이며, 소속사는 앨리스 프로젝트이다.

## 구성원
- 모리 가논(森カノン, 1990년 2월 11일(35세))
- 사쿠라 유키(桜雪, 1992년 12월 12일(32세))
- 히나코 쿠로키(黒木ひなこ, 1996년 8월 17일(28세))
- 마키 준(天木じゅん, 1995년 10월 16일(29세))

## 에피소드
- 멤버 모리 가논이 교통사고를 당했다라고 진위여부중이다.[1]

## 같이 보기
- 카멘조시